# Keʻoloʻewa
Keʻoloʻewa-a-Kamauaua ("Keʻoloʻewa, sin Kamauaue") bio je poglavica havajskog otoka Molokaija te predak kralja Kalanipehua.
Njegovi su roditelji bili Kamauaua i njegova supruga, Hinakeha, nazvana po božici Hini te je Keʻoloʻewa imao starijeg brata Kaupeʻepeʻenuikauilu.
Keʻoloʻewina je žena bila Nuʻakea, kći princa Keaunuija. Keʻoloʻewina kći Kapau-a-Nuʻakea
naslijedila je Keʻoloʻewu na vlasti.